# Enostavni plod
Enostavni plod ali pravi plod je plod, ki se razvije iz enega samega pestiča. Enostavni plodovi lahko vsebujejo več semen ali pa so enosemenski. Lahko so sejalni, ki se odprejo in sami razsejejo semena ali zaprti, ki se ne odprejo ob zrelosti, seme se razširja z njimi vred.

## Enostavni sejalni plodovi
- mešiček
- strok
- glavica
- lusk in lušček

## Enostavni zaprti sočni plodovi
- jagoda
- koščičast plod
- pečkat plod

## Enostavni zaprti suhi plodovi
- orešek
- golec
- rožka